# Jambhala
Jambhala là một chi bọ cánh cứng trong họ Chrysomelidae.
Chi này được miêu tả khoa học năm 1975 bởi Würmli.

## Các loài
Chi này gồm các loài:
- Jambhala nekula Würmli, 1975